# Bradford City Association Football Club 2014-2015
Questa voce raccoglie le informazioni riguardanti il Bradford City Association Football Club nelle competizioni ufficiali della stagione 2014-2015.

## Maglie e sponsor
| Casa | Trasferta |

## Rosa
Aggiornato al 23 gennaio 2015.
| N. |                           | Ruolo | Calciatore      |
| -- | ------------------------- | ----- | --------------- |
| 1  | Inghilterra (bandiera)    | P     | Jordan Pickford |
| 2  | Inghilterra (bandiera)    | D     | Stephen Darby   |
| 3  | Australia (bandiera)      | D     | James Meredith  |
| 4  | Inghilterra (bandiera)    | C     | Matthew Dolan   |
| 5  | Inghilterra (bandiera)    | D     | Andrew Davies   |
| 6  | Irlanda (bandiera)        | D     | Alan Sheehan    |
| 8  | Inghilterra (bandiera)    | C     | Gary Liddle     |
| 9  | Inghilterra (bandiera)    | A     | James Hanson    |
| 10 | Irlanda (bandiera)        | C     | Billy Clarke    |
| 11 | Inghilterra (bandiera)    | A     | Billy Knott     |
| 12 | Inghilterra (bandiera)    | P     | Ben Williams    |
| 13 | Costa d'Avorio (bandiera) | A     | François Zoko   |

| N. |                             | Ruolo | Calciatore         |
| -- | --------------------------- | ----- | ------------------ |
| 14 | Irlanda (bandiera)          | C     | Mark Yeates        |
| 15 | Inghilterra (bandiera)      | A     | Lewis Clarkson     |
| 16 | Inghilterra (bandiera)      | A     | Mo Shariff         |
| 17 | Inghilterra (bandiera)      | C     | Jason Kennedy      |
| 18 | Francia (bandiera)          | C     | Christopher Routis |
| 19 | Inghilterra (bandiera)      | A     | Oliver McBurnie    |
| 20 | Portogallo (bandiera)       | A     | Filipe Morais      |
| 22 | Inghilterra (bandiera)      | P     | Matthew Urwin      |
| 23 | Irlanda del Nord (bandiera) | D     | Rory McArdle       |
| 24 | Inghilterra (bandiera)      | D     | Niall Heaton       |
| 25 | Scozia (bandiera)           | C     | Andy Halliday      |
|    | Inghilterra (bandiera)      | A     | Jon Stead          |

## Risultati

### Football League One
| Arbitro: | Berry |

|           |           |                                  |
| Walsh 54’ | Marcatori | 49’ Hanson 62’ Knott 77’ Bennett |

| Arbitro: | Stockbridge |

|              |           |                  |
| Yeates 45+3’ | Marcatori | 12’ (rig.) Lines |

| Arbitro: | Haines |

|            |           |                        |
| Garner 85’ | Marcatori | 26’ McArdle 86’ Yeates |

| Arbitro: | Handley |

|                                |           |            |
| Knott 42’ Clarke 79’ Stead 81’ | Marcatori | 74’ Mooney |

| Arbitro: | Bond |

|           |           |  |
| Knott 41’ | Marcatori |  |

| Arbitro: | Kettle |

|  |           |                 |
|  | Marcatori | 21’, 32’ Hanson |

| Arbitro: | Bull |

|                            |           |                       |
| Campion 58’ O'Connor 90+4’ | Marcatori | 41’ Hanson 65’ Morais |

| Arbitro: | Drysdale |

|         |           |  |
| Zoko 9’ | Marcatori |  |

| Arbitro: | Heywood |

|  |           |                                        |
|  | Marcatori | 47’ Gallagher 53’ Johnson 80’ Humphrey |

### FA Cup
| Arbitro: | Marriner |

|                        |           |                                                |
| Cahill 21’ Ramires 38’ | Marcatori | 42’ Stead 75’ Morais 82’ Halliday 90+4’ Yeates |